# أفضل الساعات
أفضل الساعات هو فيلم دراما تم إنتاجه في الولايات المتحدة وصدر في سنة 2016. الفيلم من إخراج كريغ غيليسبي وكتابة كيسي شيرمان. من بطولة كريس باين وكيسي أفليك وبن فوستر وهوليداي غراينغر وجون أورتيز.

## القصة
تدور أحداث الفيلم خلال حقبة الخمسينات، ومع هبوب عاصفة قوية للغاية في منطقة الساحل الشرقي في نيو إنجلاند مخلفة ناقلة نفط مقسومة الى نصفين خلفها قبالة ساحل كيب كود، وبالرغم من صعوبة الأجواء وارتفاع الأمواج قرابة سبعين قدمًا يقوم أربعة حراس من حرس الساحل في قارب نجاة صغير بمحاولة لإنقاذ ثلاثين بحارًا محاصرين على متن سفينة على وشك الغرق تمامًا.

## الممثلون والشخصيات
- كريس باين (بدور: بيرني ويبر)
- كيسي أفليك (بدور: راي )
- بن فوستر (بدور: ريتشارد ليفزي)
- هوليداي غراينغر (بدور: ميريام)
- جون أورتيز (بدور: والاس)

## الميزانية والإيرادات
بلغت تكلفة إنتاج الفيلم حوالي 70–80 مليون دولار بينما حقق إيرادات تقدر بـ 52 مليون دولار.

## وصلات خارجية
- أفضل الساعات على موقع IMDb (الإنجليزية)
- أفضل الساعات على موقع ميتاكريتيك (الإنجليزية)
- أفضل الساعات على موقع روتن توميتوز (الإنجليزية)
- أفضل الساعات على موقع نتفليكس (الإنجليزية)
- أفضل الساعات على موقع قاعدة بيانات الأفلام العربية
- أفضل الساعات على موقع ألو سيني (الفرنسية)
- أفضل الساعات على موقع Turner Classic Movies (الإنجليزية)
- أفضل الساعات على موقع أول موفي (الإنجليزية)
- أفضل الساعات على موقع بوكس أوفيس موجو (الإنجليزية)
- أفضل الساعات على موقع فيلمافينيتي (الإسبانية)